# Cliniques universitaires de Kisangani
Les Cliniques universitaires de Kisangani sont un centre hospitalier universitaire de Kisangani (République démocratique du Congo) qui a ouvert le 1969. et dépendent de l'Université de Kisangani

## Historique
Les cliniques universitaires de Kisangani (CUKIS) sont nées d’une convention signée en 1969 entre le Gouvernement de la RDC et l’ex-université libre du Congo (ULC) devenue l’université de Kisangani(UNIKIS).
Au terme de cette convention, des services médicaux étaient confiées à l’ULC par le Gouvernement Congolais : la Clinique Nationale de Kisangani construite en 1933, le Laboratoire Provincial construit en 1954 et la radiologie construite en 1954. En contrepartie, le Gouvernement Congolais s’engageait à octroyer annuellement à l’Université un subside destiné aux dépenses de fonctionnement de ces services.

## Les services et les effectifs
Les Cliniques forment un complexe hospitalier qui comprend quatre départements (médecine interne, pédiatrie, gynéco-obstétrique et chirurgie), huit services spécialisés (services spécialisés :
ophtalmologie, stomatologie, dermatologie-vénérologie, médecine sociale, anesthésie et réanimation, polyclinique et kinésithérapie), la radiologie, la pharmacie, et les laboratoires. Les ressources humaines sont constituées de 47 médecins, 70 infirmiers et 85 agents administratifs et techniques.

## Partenaires réseaux et projets
- La Division Provinciale de la Santé de la Tshopo ;
- Le Programme National de Lutte contre le Cancer ;
- La Centrale d’achat de Médicaments de Kisangani (CAMEKIS) ;
- Le Programme de Promotion des Soins de Santé Primaire (PPSSP) ;
- La Banque Mondiale et le Programme de Développement du Système de santé (PDSS) ;
- Les hôpitaux hospitalo-universitaires de la RDC (CUK), de la Belgique, de la France et du Canada.

### Prijets
- Projet de numérisation des données ;
- Projet d’installation d’un scanner et autres équipements d’imagerie médicale ;
- Projet d’implantation d’une unité d’hémodialyse aux CUKIS ;
- Projet de réhabilitation du laboratoire ;
- Projet d’implantation d’un laboratoire d’anapath ;
- Projet de construction des deux forages d’eau ;
- Projet d’implantation d’une unité de production d’oxygène ;
- Projet de construction d’un cafétéria[2].

## Année 2000
En 2022, le comité de gestion de l'université
Kirangan dirigé par le professeur Jean-Faustin Bongilo ne ménage aucun effort pour redorer l'image des cliniques universitaires. Il vient de doter le laboratoire de cette formation médicale d'un lot important des matériels.
Ces machines de la dernière technologie remises officiellement le vendredi 7 octobre 2022, serviront à plusieurs examens médicaux ayant trait entre autres à la virologie, la sérologie, l'immunologie, la dermatologie et la biochimie.

En 2024, le scanner des cliniques universitaires de Kisangani mis en service et la tarification selon les cas dévoilée 
En 2024, le Fonds de réparation des indemnisations des victimes des activités illicites de l’Ouganda (Frivao) a procédé, jeudi 28 novembre 2024, à la remise d'un chèque de 100.000USD aux cliniques universitaires de Kisangani au titre d'indemnisation collective.

## Patients célèbres
- Soki Umlay : s'y est éteint le 31 mars 2021 après plusieurs jours de soins[6].

## Accès
Les Cliniques Universitaires de Kisangani (CUK) sont situées sur l’Avenue Matabo 2, dans la commune de Makiso à Kisangani.
Elles font partie des entités rattachées à l’Université de Kisangani (UNIKIS).